# Río Gaoping
El río Gaoping, también escrito Kaoping (en chino: 高屏溪; pinyin: Gāopíng Xī) es un gran río del sur de Taiwán, que fluye por el condado de Pingtung y Kaohsiung. El río tiene 171 kilómetros de longitud, irrigando una zona accidentada en la parte occidental de la Cordillera Central.

## Características
El origen del río está cerca de Yu Shan en el distrito de Tauyuan de Kaohsiung septentrional y una pequeña parte del condado de Nantou meridional. La sección superior del río fluye a través de una serie de cañones accidentados, a través de Liouguei y Gaoshu. El río sale de las montañas en Meinong como un amplio río trenzado y fluye alrededor de 75 km al sur a lo largo de la llanura costera, a través del condado de Pingtung, desembocando en el estrecho de Taiwán en el distrito de Linyuan.

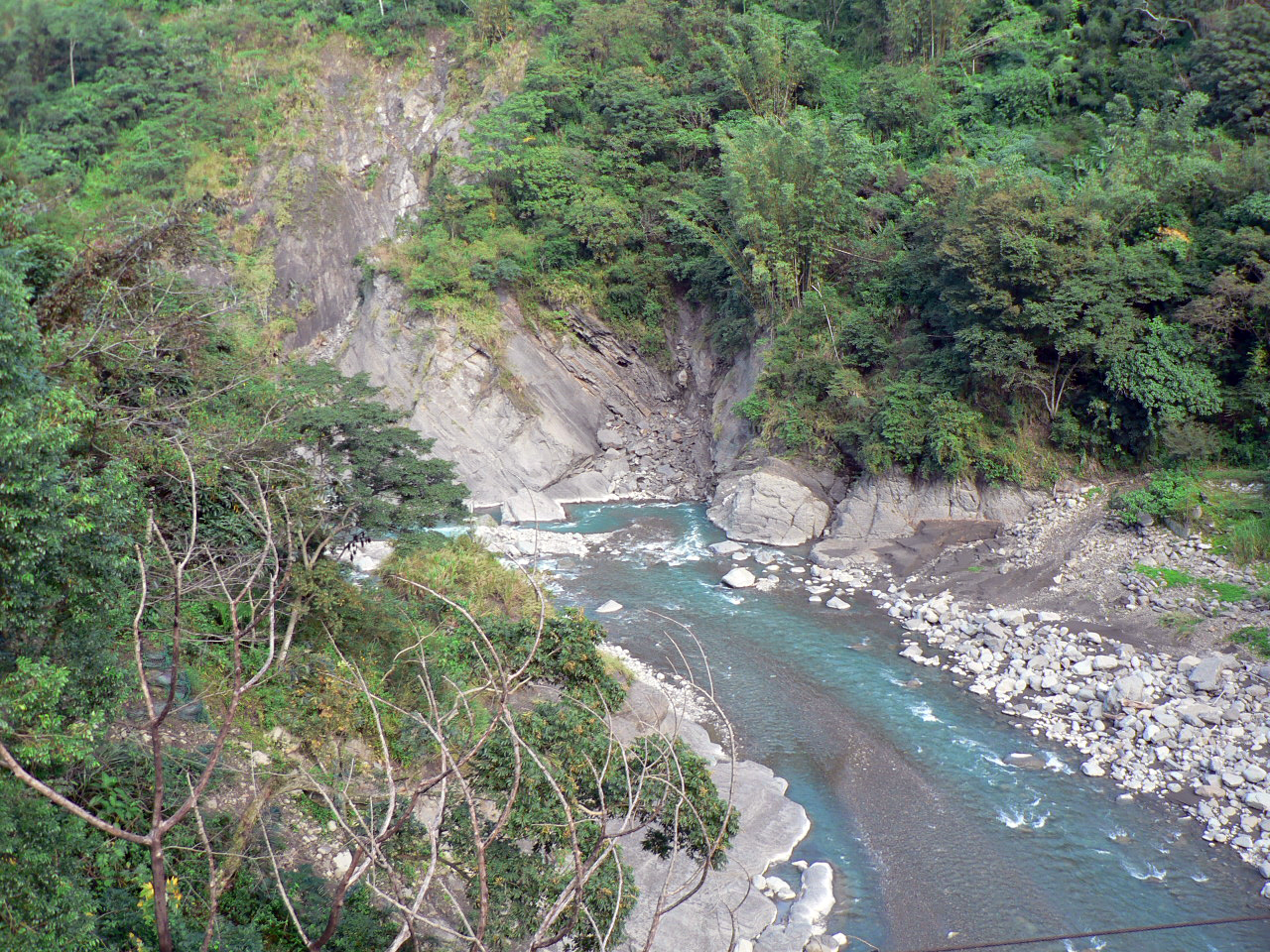
Nacimiento del río Gaoping.

El río tiene varios afluentes principales, todos ellos en el condado de Pingtung: el río Zhuokou del este cerca de Meinong; el río Ailiao por el este y el río Laonong por el norte en Ligang; y el río Wuluo por el este cerca de la ciudad de Pingtung.
Con un caudal medio anual de 8,45 km³, el río Gaoping es el segundo más grande de los ríos de Taiwán por volumen, después del río Tamsui. Alrededor del 90 % de la precipitación, y consiguientemente alrededor del 70–90 % del caudal total, tiene lugar en la estación de las lluvias, desde mayo hasta octubre. Como muchos ríos taiwaneses, el Gaoping lleva gran cantidad de cieno, de 36 a 49 millones de toneladas por año.
Casi la mitad del total de la cuenca queda por encima de los 1.000 metros sobre el nivel del mar. Sólo alrededor del 20% de la cuenca queda por debajo de los 100 metros. El valle del río Gaoping está condierado, en términos generales, como la frontera entre la cordillera Ali Shan al oeste y la cordillera Yu Shan, más alta, al este.
La cuenca del río Gaoping es el hogar de al menos 66 especies de peces, 14 de los cuales son endemismos.

## Historia
Durante la ocupación japonesa de Taiwán el río Gaoping fue conocido como el  (下淡水溪 Shimo Tansui-kei?). El gobierno colonial japonés construyó el puente de ferrocarril Shimo-Tansui (ahora conocido como el Viejo Puente de hierro sobre el río Gaoping), en aquella época el puente de hierro más largo de Asia. El puente fue diseñado por el ingeniero Toyoji Ida (飯田豐二). Debido a la impredecible naturaleza del río, les llevó ocho años terminarlo, a costa de cuarenta y dos fallecidos.
El 27 de agosto de 2000, una inundación dañó un puente sobre el río Gaoping haciendo que 16 vehículos cayeran al agua, con lo que 22 personas resultaron heridas.
En 2009, el tifón Morakot causó unas severas inundaciones a lo largo del río Gaoping. Alrededor de 3 metros de pluviosidad (lo que es típico de todo un año de lluvia) cayó sobre el río Gaoping en un período de tres días. El caudal del río subió hasta los 27.447 m³ por segundo el 8 de agosto, pasando de los 20.000 m³ por segundo durante nueve horas. Varias iudades a lo largo de la parte superior del río fueron destruidas por la inundación y los corrimientos de tierra, matando a 500 personas. El caudal del río era tan fuerte que creó corrientes de hasta 60 kilómetros por hora en el estrecho de Taiwán, dañando o destruyendo ocho cables submarinos.

## Uso humano

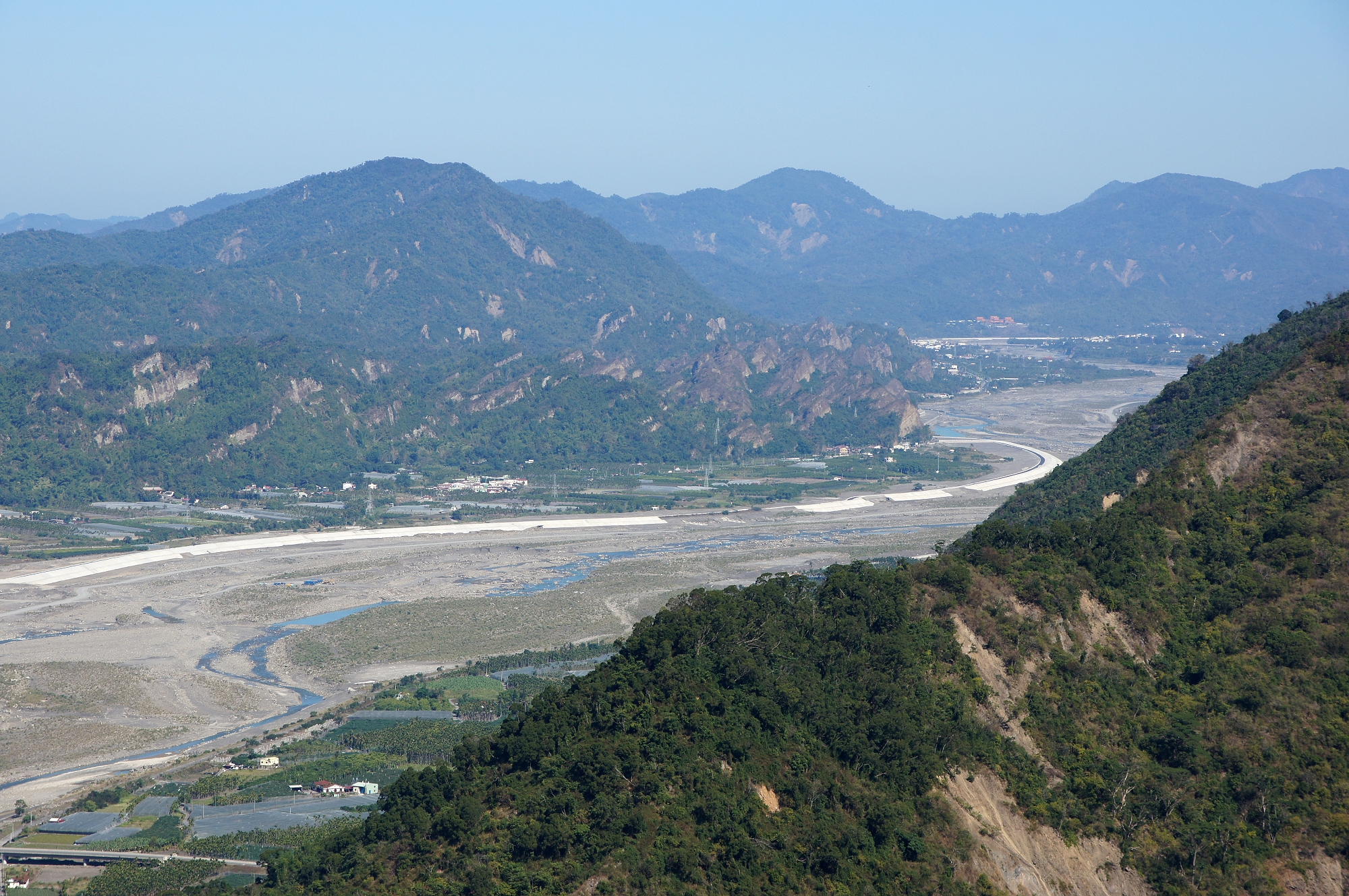
El río Laonong, afluente por debajo del lugar de la propuesta presa de Meinong.

El Gaoping es uno de los pocos ríos en Taiwán occidental sin una gran presa en su cuenca. Sin embargo, el río se usa ampliamente para irrigar la llanura de Pingtung, y sus afluentes proporcionan agua para uso doméstico e industrial. El afluente Jishui ha sido desviado para llenar el embalse de Nanhua, que proporciona casi el 90% del agua de la ciudad de Kaohsiung.
En los años ochenta hubo una propuesta para construir una presa en el río Laonong, un afluente, cerca de Meinong. El proyecto fue desestimado oficialmente en el año 2000 por el entonces presidente, Chen Shui-bian, quien afirmó que "Mientras existan vías alternativas para proporcionar agua a la zona del gran Kaohsiung, no es necesario construir la presa de Meinung  [sic]". La presa habría inundado una zona culturalmente significativa para el pueblo hakka.
La parte inferior del río está muy contaminada por vertidos de las fábricas y de las ganaderías, especialmente de cerdos y pollos. Una cantidad significativa de la contaminación se origina a partir del afluente Wuluo. Hasta el 65% de la contaminación es causada por vertidos de granjas porcinas, con otro 21% de la industria, 13% de residuos domésticos y un 2% de vertederos.

## Transporte

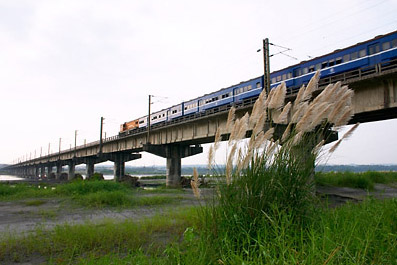
Puente del TRA cruzando el río Gaoping

La autopista provincial n.º 2, que da acceso entre el condado de Pingtung y el de Taitung, sigue el río Gaoping a lo largo de unos 40 km entre Liouguei y el municipio de Haiduan.
El puente atirantado de Ligang cruza el Gaoping sobre la autovía 3 (Segunda autovía meridional) desde Kaohsiung hasta el condado de Pingtung.

## Afluentes
- Río Qishan - Ciudad de Kaohsiung, condado de Pingtung - 30 km
- Río Ailiao - Ciudad de Kaohsiung - 76 km
- Río Wuluo - Condado de Pingtung - 48 km
- Río Fanziliao - Condado de Pingtung - 26 km
- Río Zhuokou - Ciudad de Kaohsiung - 59 km
- Río Laonong - Ciudad de Kaohsiung - 100 km
- Río Kumai - Ciudad de Kaohsiung - 48 km